# Жизнь Эмиля Золя
«Жизнь Эмиля Золя» (англ. The Life of Emile Zola) — американский художественный фильм 1937 года, снятый режиссёром Уильямом Дитерле. Биографическая драма о жизни французского писателя Эмиля Золя. В 2000 году лента была включена в Национальный реестр фильмов Библиотеки Конгресса США.

## Сюжет
Действие фильма происходит с середины до конца XIX века и является вольной адаптацией биографии писателя, о чём говорится в прологе. Несмотря на это в картине выведено немало известных исторических личностей. Фильм рассказывает о ранней дружбе Золя с художником-постимпрессионистом Полем Сезанном, его росте и известности благодаря плодотворному творчеству, а также исследует участие писателя в деле Дрейфуса.
В 1862 году в Париже борющийся писатель Эмиль Золя (Пол Муни) делит чердак в Париже со своим другом, художником Полем Сезанном (Владимир Соколов). Его невеста, Александрина, обеспечивает ему работу клерка в книжном магазине, однако вскоре его увольняют после того, как он вызвал гнев своего работодателя и агента полиции своим провокационным романом «Исповедь Клода» (1865). Затем он становится свидетелем многих несправедливостей во французском обществе, таких как переполненные речные трущобы, незаконные условия добычи и коррупция во французской армии и правительстве. Наконец, случайная встреча с уличной проституткой (Эрин О'Брайен-Мур), скрывающейся от полицейского рейда, вдохновляет его первый бестселлер, Нана, разоблачающий бурную изнанку парижской жизни.
Несмотря на мольбы главного цензора, Золя пишет и другие успешные книги, такие как «Разгром», резкое осуждение французского верховного командования, чьи промахи и разобщённость привели к катастрофическому поражению во франко-прусской войне 1870 года. Он становится богатым и знаменитым, женится на Александрине (Глория Холден) и устраивается на комфортную жизнь в своём особняке. Однажды его старый друг Сезанн, всё ещё бедный и неизвестный, навещает его, прежде чем покинуть город.

## Историческая обстановка во время съёмок
«Жизнь Эмиля Золя» — второй биографический фильм, получивший премию Оскар за лучший фильм. При этом, фильм был снят во время Великой депрессии и после прихода к власти в Германии нацистской партии, не смог раскрыть ключевую проблему антисемитской несправедливости во Франции в конце XIX века, когда Золя оказался вовлечённым в дело Дрейфуса и работал над тем, чтобы получить признание. офицерский выпуск. Исследования начала 21-го века отметили этот фильм как пример робости Голливуда того времени: антисемитизм ни разу не упоминался в фильме, а слово «еврей» не произносилось в диалогах. Некоторые откровенно антинацистские фильмы были запрещены или закрыты в этот период, а содержание других изменено. Это был также период, когда Голливуд ввёл Производственный кодекс, устанавливающий внутреннюю цензуру в ответ на предполагаемые угрозы внешней цензуры.

## В ролях
- Пол Муни — Эмиль Золя
- Глория Холден — Александрин Золя
- Гейл Сондергард — Люси Дрейфус
- Джозеф Шильдкраут — капитан Альфред Дрейфус
- Владимир Соколов — Поль Сезанн
- Джон Лител — Карпентер
- Генри О’Нил — полковник Пикар
- Моррис Карновски — Анатоль Франс
- Гилберт Эмери — военный министр
- Монтегю Лав — Эжен Кавеньяк
- Роберт Бэррат — Фердинанд Эстерхази
- Дональд Крисп — мастер Лабори
- Дики Мур — Пьер Дрейфус
- Луи Кэлхерн — майор Дорт
- Роберт Уорик — майор Анри
- Марша Мэй Джонс — Хелен Ричардс

## Награды и номинации
- 1937 — премия Национального совета кинокритиков США за лучшую мужскую роль (Джозеф Шильдкраут), а также попадание в десятку лучших фильмов года.
- 1937 — две премии Общества кинокритиков Нью-Йорка за лучший фильм и за лучшую мужскую роль (Пол Муни).
- 1938 — три премии «Оскар»: лучший фильм, лучшая мужская роль второго плана (Джозеф Шильдкраут), лучший адаптированный сценарий (Хайнц Херальд, Геза Херчег, Норман Райли Рейн). Кроме того, лента получила 7 номинаций: лучшая режиссура (Уильям Дитерле), лучшая мужская роль (Пол Муни), лучший литературный первоисточник (Хайнц Херальд, Геза Херчег), лучшая работа ассистента режиссёра (Рассел Сондерс), лучшая работа художника-постановщика (Антон Грот), лучшая музыка (Макс Стайнер), лучшая запись звука (Натан Левинсон).